# Onze-Lieve-Vrouw Hulp der Christenenkerk (Stok)

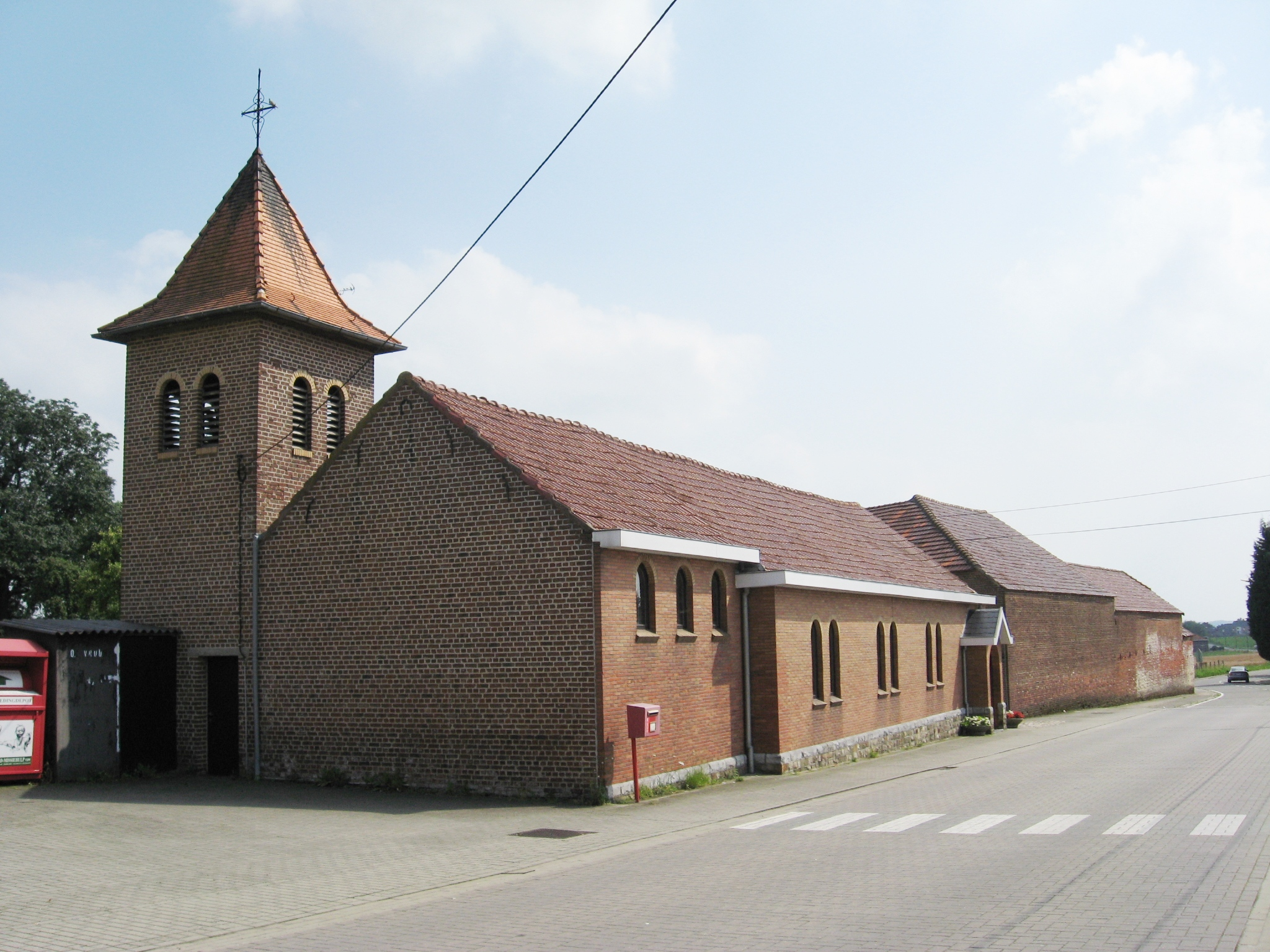
Onze-Lieve-Vrouw Hulp der Christenenkerk

De Onze-Lieve-Vrouw Hulp der Christenenkerk is de parochiekerk van de tot de Vlaams-Brabantse gemeente Kortenaken behorende plaats Stok, gelegen aan de Stokstraat 5.

## Geschiedenis
Al in 1772 was er sprake van een kapel in Stok die was gewijd aan de Heilige Kruisverheffing. Het was een kleine stenen kapel. Er werden af en toe missen in opgedragen.
In 1941 werd te Stok een kapelanie opgericht die afhankelijk was van de Sint-Amandusparochie te Hoeleden. De kerk werd ingericht in een voormalige schuur die voordien behoorde bij de vierkantshoeve die zich naast de huidige kapel bevindt.